# 아카데미 단편 애니메이션상
아카데미 단편 애니메이션상(Academy Award for Best Animated Short Film)은 아카데미상의 부문 중 하나로, 그 해 미국에서 공개된 단편 애니메이션 영화에서 가장 뛰어난 작품에게 수여된다.

## 목록

### 1932–1950
- 꽃과 나무 (1932)
- 아기 돼지 삼형제 (1933)
- 토끼와 거북이 (1934)
- 세 마리의 어미 잃은 아기 고양이 (1935)
- 시골쥐 (1936)
- 올드밀 (1937)
- 황소 페르디난드 (1938)
- 미운 오리 새끼 (1939)
- 더 밀키 웨이 (1940)
- 렌드 어 포 (1941)
- 총통의 얼굴 (1942)
- 양키 두들 생쥐 (1943)
- 쥐 소동 (1944)
- 조용히 해 주세요! (1945)
- 톰과 제리: 고양이 협주곡 (1946)
- 트위티 파이 (1947)
- 톰과 제리: 어린 고아 (1948)
- 그대 향기 때문에 (1949)
- 제럴드 맥보잉 보잉 (1950)

### 1951–1975
- 톰과 제리 두 생쥐 총사 (1951)
- 요한 제리 (1952)
- 빵, 삑, 뚱땅, 쿵 (1953)
- 마구가 비행기를 탔을 때 (1954)
- 스피디 곤잘레스 (1955)
- 마구 씨의 소형 자동차 (1956)
- 버드 어나니머스 (1957)
- 나이티 나이트 벅스 (1958)
- 문 버드 (1959)
- 먼로 (1960)
- 에르사츠 (1961)
- 더 홀 (1962)
- 더 크리틱 (1963)
- 핑크 핑크(영어판) (1964)
- 점과 선 (1965)
- 허브 앨퍼트와 티후아나 브라스 2편 동시상영 (1966)
- 더 박스 (1967)
- 곰돌이 푸 2: 폭풍우 치던 날 (1968)
- 이츠 터프 투 비 어 버드 (1969)
- 이즈 잇 올웨이즈 라잇 투비 라잇 (1970)
- 더 크런치 버드 (1971)
- 크리스마스캐럴 (1972)
- 프랭크 필름 (1973)
- 월요일마다 휴업 (1974)
- 그레이트 (1975)

### 1976–2000
- 레저 (1976)
- 모래성 (1977)
- 특별한 배달 (1978)
- 에브리 차일드 (1979)
- 더 플라이 (1980)
- 크렉 (1981)
- 탱고 (1982)
- 선디 인 뉴욕 (1983)
- 샤레이드 (1984)
- 안나 앤 벨라 (1985)
- 그리스의 비극 (1986)
- 나무를 심은 사람 (1987)
- 틴 토이 (1988)
- 밸런스 (1989)
- 동물원 인터뷰 (1990)
- 매니풀레이션 (1991)
- 모나리자 데센딩 스테얼케이스 (1992)
- 월리스와 그로밋: 전자바지 소동 (1993)
- 밥스 버스데이 (1994)
- 월리스와 그로밋: 양털 도둑 (1995)
- 퀘스트 (1996)
- 게리의 게임 (1997)
- 버니 (1998)
- 노인과 바다 (1999)
- 아버지와 딸 (2000)

### 2001–현재
- 새들의 이야기 (2001)
- 첩첩스! (2002)
- 하비 크럼펫 (2003)
- 라이언 (2004)
- 달과 아들 : 상상속의 대화 (2005)
- 덴마크 시인 (2006)
- 피터와 늑대 (2007)
- 작은 벽돌로 쌓은 집 (2008)
- 로고라마 (2009)
- 더 로스트 씽 (2010)
- 미스터 레스모어의 환상적인 책 여행 (2011)
- 페이퍼맨 (2012)
- 미스터 허블롯 (2013)
- 피스트 (2014)
- 곰 이야기 (2015)
- 파이퍼 (2016)
- 디어 바스켓볼 (2017)
- 바오 (2018)
- 헤어 러브 (2019)
- 혹시 내게 무슨 일이 생기면 (2020)
- 더 윈드쉴드 와이퍼 (2021)
- 소년과 두더지와 여우와 말 (2022)
- 워 이즈 오버! 인스파이어드 바이 더 뮤직 오브 존 앤드 요코 (2023)

## 같이 보기
- 아카데미 단편 영화상
- 아카데미 장편 애니메이션상
- 성인 애니메이션